# Vittonville
Vittonville é uma comuna francesa na região administrativa de Grande Leste, no departamento de Meurthe-et-Moselle. Estende-se por uma área de 4,03 km². Em 2010 a comuna tinha 135 habitantes (densidade: 33,5 hab./km²).